# 亚达月
| 图为1934年的普珥节，一名也门犹太妇女正装扮成以斯帖王后 |                                  |
| 月份                                                   | 12月（猶太教曆） 6月（犹太国历） |
| 天数                                                   | 29                               |
| 季节                                                   | 冬季                             |
| 对应公历                                               | 2－3月                           |

亚达月（希伯来语：אֲדָר, 现代  提比里亚 ，源于阿卡德语 adaru），又作阿达尔月，是猶太教曆的十二月、犹太国历的六月，共有29天。闰年时会在之前增加一个月，称为“第一亚达月”，共30天，此时原本的亚达月便被称为“第二亚达月”。亚达月相当于公历2、3月间。

## 节日
- 13日：以斯帖禁食日（13日为安息日时提前至11日）
- 14日：普珥节
- 14日（第一亚达月，闰年）：小普珥节
- 15日：书珊普珥节（约书亚时代有城墙的城市迟一天庆祝普珥节）